# Mahmoud Sadjadi
Mahmoud Sadjadi (5 luglio 1961) è un ex giocatore di calcio a 5 iraniano.

## Carriera
Utilizzato nel ruolo di giocatore di movimento, come massimo riconoscimento in carriera vanta la partecipazione, con la Nazionale di calcio a 5 dell'Iran, al FIFA Futsal World Championship 1992 ad Hong Kong dove la nazionale asiatica ha ottenuto la sua migliore prestazione nei campionati mondiali con il quarto posto finale, dopo la sconfitta nella finalina a beneficio della Spagna